# فوزولوباريب
فوزولوباريب هو دواء مثبط بارب مقر في الصين لعلاج سرطان المبيض، كما تجرى عليه دراسات سريرية لاستخدامه في علاج سرطان البنكرياس وسرطان الثدي وسرطان البروستات وسرطان الرئة.